# Praha-Slivenec
Praha-Slivenec je od 24. listopadu 1990 samosprávná městská část hlavního města Prahy v v městském obvodu Praha 5. Leží na jihozápadě Prahy. Má 3 252 obyvatel, rozloha je 7,5882 km² a zahrnuje celá katastrální území Slivenec a Holyně. Menší části území Holyně byly k Praze připojeny již v letech 1960 a 1968, hlavní část Holyně v roce 1974 v rámci obce Slivenec, k níž Holyně před připojením k Praze patřila.
Přenesenou působnost pro správní obvod městské části Praha-Slivenec vykonává městská část Praha 5.